# Thorshavn Point
Der Thorshavn Point ist eine Landspitze an der Ingrid-Christensen-Küste des ostantarktischen Prinzessin-Elisabeth-Lands. Im Gebiet der Vestfoldberge liegt sie südöstlich des Powell Point.
Das Antarctic Names Committee of Australia benannte sie 2021. Namensgeber ist der Walfänger Thorshavn, der unter Kapitän Klarius Mikkelsen (1887–1941) in diesen Gewässern operierte.